# Tratado de Lisboa (2007)
O Tratado de Lisboa (inicialmente conhecido como o Tratado Reformador) é um tratado que foi assinado pelos Estados-membros da União Europeia (UE) em 13 de dezembro de 2007, e que reformou o funcionamento da União em 1 de dezembro de 2009, quando entrou em vigor. Ele emenda o Tratado da União Europeia (TUE, Maastricht; 1992) e o Tratado que estabelece a Comunidade Europeia (TCE, Roma; 1957). Neste processo, o TCE foi renomeado para Tratado sobre o Funcionamento da União Europeia (TFUE).
Importantes mudanças incluíram o aumento de decisões por votação por maioria qualificada no Conselho da União Europeia, o aumento do Parlamento Europeu, no processo legislativo através da extensão da co-decisão com o Conselho da União Europeia, a eliminação dos Três Pilares e a criação de um Presidente do Conselho Europeu, com um mandato mais longo, e um Alto Representante da União para os Negócios Estrangeiros e a Política de Segurança, apresentando uma posição unida sobre as políticas da UE. O Tratado também fez com que a Carta da União em matéria de direitos humanos, a Carta dos Direitos Fundamentais, se tornasse juridicamente vinculativa.
O objetivo declarado do tratado é "completar o processo lançado pelo Tratado de Amesterdão (1997) e pelo Tratado de Nice (2001), com vista a reforçar a eficiência e a legitimidade democrática da União e para melhorar a coerência da sua ação". Os opositores do Tratado de Lisboa, como o instituto político britânico Open Europa e o dinamarquês e ex-deputado do Parlamento Europeu (MEP) Jens-Peter Bonde, argumentaram que seria uma maneira de centralizar a UE, e enfraquecer a democracia retirando poder ao eleitorado nacional.
As negociações para reformar as instituições da UE começaram em 2001, resultando, em primeiro lugar, na Constituição Europeia, que fracassou devido à rejeição pelos eleitores franceses e holandeses em 2005. Em substituição à Constituição, criou-se o Tratado de Lisboa, que estava inicialmente previsto para ter sido ratificado por todos os Estados-membros até ao final de 2008. Este calendário falhou, principalmente devido à rejeição inicial do Tratado em 2008 pelo eleitorado irlandês, uma decisão que foi revertida no segundo referendo realizado em 2009.

## História

### Antecedentes
A necessidade de revisão do quadro constitucional da UE, particularmente tendo em conta a adesão de dez novos Estados-membros em 2004, mereceu destaque numa declaração anexa ao Tratado de Nice em 2001. Os acordos de Nice tinha pavimentado o caminho para novos alargamentos da União e para a reforma dos processos de votação. Na Declaração de Laeken de dezembro de 2001, a UE comprometeu-se a melhorar a democracia, transparência e eficiência, e a definir o processo pelo qual uma nova Constituição fosse criada, com o objetivo de alcançar esses objetivos. A Convenção Europeia foi criada, presidida pelo ex-Presidente francês Valéry Giscard d'Estaing, e foi dada a tarefa de consultar, o mais amplamente possível, toda a Europa com o objectivo de produzir um primeiro projeto de Constituição. O texto final da Constituição proposta foi acordada na reunião de cúpula em 18-19 de junho de 2004, sob a presidência da Irlanda.
A Constituição, tendo sido acordada pelos chefes de Governo dos 25 Estados-membros, foi assinada numa cerimónia realizada em Roma, em 29 de outubro de 2004. Antes que pudesse entrar em vigor, no entanto, teve que ser ratificada por cada Estado-membro. A ratificação tomou formas diferentes em cada país, dependendo das tradições, disposições constitucionais e processos políticos. Em 2005, os referendos dos Países Baixos e da França rejeitaram a Constituição Europeia. Enquanto que a maioria dos Estados-membros já tinham ratificado a Constituição Europeia (principalmente através da ratificação parlamentar, embora a Espanha e o Luxemburgo tivessem realizado referendos), devido à exigência de unanimidade para alterar os Tratados constitucionais da UE, ficou claro que ela não podia entrar em vigor. Isso levou a um "período de reflexão" e o fim político da proposta de Constituição Europeia.

### Novo impulso

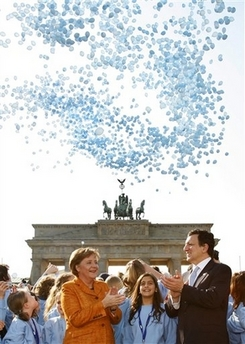
50.º aniversário da UE no verão de 2007, em Berlim, com Angela Merkel e Durão Barroso em primeiro plano.

Em 2007, a Alemanha assumiu a presidência rotativa da UE e declarou o "período de reflexão". Em março, no 50.º aniversário do Tratado de Roma, a Declaração de Berlim foi adoptada por todos os Estados-membros. Esta declaração esboçou a intenção de todos os Estados-membros chegarem a acordo sobre um novo tratado a tempo das Eleições parlamentares europeias de 2009, para que o tratado fosse ratificado antes de meados de 2009.
Já antes da Declaração de Berlim, o Grupo Amato (oficialmente, o Comité de Ação para a Democracia Europeia, ACED) - um grupo de políticos europeus, apoiados pela Comissão Barroso com dois representantes no grupo - trabalhou oficialmente em reescrever o Tratado que institui uma Constituição para a Europa (Constituição da UE). A 4 de junho de 2007, o grupo lançou o seu texto em francês - cortando 63 mil palavras em 448 artigos da Constituição para a Europa, reduzindo o novo texto a apenas 12,8 mil em 70 artigos. Na Declaração de Berlim, os líderes da UE definiram, não-oficialmente, um novo cronograma para o novo Tratado:
- 21-23 de junho de 2007: Reunião do Conselho Europeu, em Bruxelas, pela Conferência Intergovernamental (CIG);
- 23 de de julho de 2007: IGC, em Lisboa, o texto do Tratado Reformador;
- 7-8 de setembro de 2007: Reunião dos Ministros dos Negócios Estrangeiros;
- 18-19 outubro de 2007: Conselho Europeu de Lisboa, para estabelecer um acordo final sobre o Tratado Reformador;
- 13 de dezembro de 2007: Assinatura em Lisboa;
- 1 de janeiro de 2009: data prevista de entrada em vigor.

### Negociações

#### Conselho Europeu de junho
Em 21 de junho de 2007, o Conselho Europeu de chefes de Estado e/ou de Governo reuniram-se em Bruxelas, para estabelecer um acordo sobre um novo tratado para substituir a Constituição rejeitada. A reunião teve lugar no âmbito da presidência alemã da UE, com a Chanceler Angela Merkel a liderar as negociações na qualidade de Presidente em exercício do Conselho Europeu. Depois de lidar com outras questões, como decidir sobre a adesão do Chipre e Malta ao euro, as negociações sobre o Tratado que assumiu, duraram até à manhã de 23 de junho de 2007. A parte mais difícil das negociações foi a insistência da Polónia para aplicar o método de Penrose no Conselho da União Europeia.
Foi alcançado um acordo sobre um mandato de 16 páginas para uma Conferência Intergovernamental, que propôs a remoção de grande parte da terminologia constitucional e muitos dos símbolos do antigo texto da Constituição Europeia. Além disso, foi decidido recomendar ao CIG que as disposições da antiga Constituição Europeia deviam ser alteradas em alguns aspectos-chave (como o voto ou a política externa). Devido à pressão do Reino Unido e da Polónia, foi igualmente decidido adicionar um protocolo para a Carta dos Direitos Fundamentais da União Europeia (esclarecendo que não se iriam estender os direitos dos tribunais para mudar a lei nacional no Reino Unido e na Polónia). Entre as mudanças específicas contam-se uma maior capacidade de opt-out em certas áreas de legislação e que a proposta do novo sistema de votação, que fazia parte da Constituição Europeia, não seria usado antes de 2014 (ver disposições abaixo).
Na reunião de junho, o nome de "Tratado Reformador" também surgiu, finalmente, para esclarecer que a abordagem constitucional foi abandonada. Tecnicamente, foi acordado que o Tratado Reformador, que altera tanto o Tratado da União Europeia (TUE) como o Tratado que institui a Comunidade Europeia (TEC), incluía a maioria das disposições da Constituição Europeia, no entanto, não as combinando num só documento. Foi igualmente acordado renomear o Tratado que institui a Comunidade Europeia, que por ser o principal acordo funcional e por incluir a maioria das disposições substantivas de direito primário europeu, para "Tratado sobre o Funcionamento da União Europeia". Além disso, foi acordado que, diferentemente da Constituição Europeia, onde uma Carta foi parte do documento, existiria apenas uma referência para a Carta dos Direitos Fundamentais da União Europeia para tornar o texto juridicamente vinculativo. Depois do conselho, a Polónia indicou que pretendia reabrir algumas áreas. Em junho, o primeiro-ministro da Polónia gerou controvérsia, dizendo que a Polónia teria uma população substancialmente maior se não fosse a Segunda Guerra Mundial Outra questão foi levantada pelo primeiro-ministro holandês Jan-Peter Balkenende, que queria conseguir um maior papel dos parlamentos nacionais no processo decisório da UE, tendo declarado que isso não era negociável.

#### Conferência Intergovernamental
Portugal tinha pressionado e apoiado a Alemanha a chegar a um acordo sobre um mandato para uma Conferência Intergovernamental (CIG), sob a sua presidência. Após as negociações de junho e da concretização de um mandato de 16 páginas para o novo Tratado Reformador, a Conferência Intergovernamental começou a elaborar o novo Tratado, iniciado em 23 de julho de 2007. A CIG abriu a sua sessão após uma curta cerimónia. A presidência portuguesa apresentou um documento de 145 páginas (com um extra de 132 páginas de 12 protocolos e 51 declarações) intitulado Projeto de Tratado que altera o Tratado da União Europeia e o Tratado que institui a Comunidade Europeia e disponibilizou-o no sítio do Conselho da União Europeia, como um ponto de partida para o processo de elaboração.
Além de representantes do Governo e juristas de cada Estado-Membro, o Parlamento Europeu enviou três representantes. Estes foram o conservador Elmar Brok, o social-democrata Enrique Baron Crespo e o liberal Andrew Duff.
Antes da abertura da CIG, o Governo polaco expressou o desejo de renegociar o acordo de junho, nomeadamente sobre o sistema de votação, mas cedeu sob a pressão política pela maioria dos outros Estados-membros, devido a um desejo de não ser visto como o mentor do principal problema das negociações.

#### Conselho Europeu de outubro
O Conselho Europeu de outubro, liderado pelo primeiro-ministro de Portugal e presidente em exercício do Conselho Europeu, José Sócrates, constituído por juristas de todos os Estados-membros, acertaram e aprovaram as versões finais do Tratado. Durante o conselho, ficou claro que o Tratado Reformador seria chamado Tratado de Lisboa porque a sua assinatura terá lugar em Lisboa, sendo Portugal o titular da presidência da União Europeia no momento.

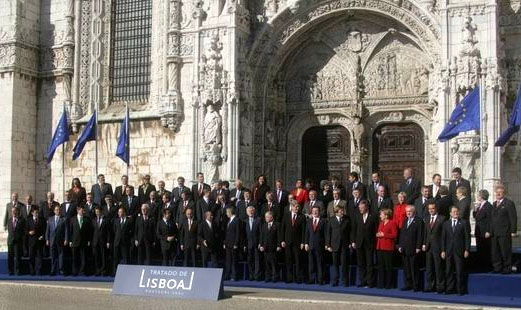
Assinatura do Tratado no Mosteiro dos Jerónimos

Na reunião do Conselho Europeu em 18 e 19 de outubro de 2007 em Lisboa, algumas concessões de última hora foram feitas para garantir a assinatura do tratado. Isso incluiu dar à Polónia um pouco mais de força devido ao Compromisso de Ioannina, com mais um advogado-geral no Tribunal de Justiça Europeu. A criação do advogado-geral permanente da Polónia foi formalmente autorizada pelo aumento do número de advogados-gerais de 8 para 11.

### Assinatura
A assinatura do Tratado de Lisboa teve lugar em Lisboa, Portugal, a 13 de dezembro de 2007. O governo de Portugal, em virtude do exercício da Presidência do Conselho da União Europeia na altura, organizou a cerimónia no Mosteiro dos Jerónimos, no mesmo lugar onde Portugal assinou a sua adesão à União Europeia (UE), em 1 de janeiro de 1984. Os representantes dos 27 Estados-membros assinaram o Tratado como plenipotenciários, marcando o fim das negociações que tiveram início em 2001. Além disso, pela primeira vez, um tratado da UE também foi assinado pelos presidentes das três principais instituições da UE. Após a cerimónia, os chefes de Estado e de Governo fizeram um passeio de eléctrico juntos, simbolizando a fraternidade entre os países europeus a caminho da integração europeia.

### Ratificação
O Tratado de Lisboa foi assinado em 13 de dezembro de 2007 e deverá ser ratificado em todos os Estados-Membros até ao final de 2008, entrando em vigor em 1 de janeiro de 2009 antes das próximas eleições europeias. A maioria dos estados irá provavelmente tentar evitar um referendo ao Tratado - apenas obrigatório na Irlanda (devido à sua constituição) - optando pela sua ratificação pelos respectivos parlamentos nacionais. Na Dinamarca, houve apelos para se realizar um referendo ao Tratado, mas uma comissão neutra decidiu em contrário. O primeiro-ministro dinamarquês Anders Fogh Rasmussen anunciou, em 12 de novembro de 2007 que não iria apresentar o tratado a referendo, o que foi confirmado  deputados no mesmo dia. Na Escócia, o Governo escocês tem sugerido que pode realizar um referendo consultivo sobre o tratado, não é claro se tal referendo destina-se a ter qualquer efeito jurídico, no entanto, como a política externa, cai com a competência do Parlamento escocês. A pequena vila de Crigglestone, West Yorkshire, vai realizar um referendo local sobre o tema no âmbito da Lei do Governo Local, que será financiada pela Wakefield de base parlamentar do candidato conservador Alex Story.

Ordem cronológica da ratificação pelos Estados signatários (a verde).

Na República Checa, Países Baixos e Reino Unido considerou-se sobre a realização de referendo. Em todos os casos, os governos decidiram a ratificar o tratado através do parlamento. Nos Países Baixos e Reino Unido, o parlamento poderia forçar um referendo contra a decisão do Governo, no entanto, esta é considerada improvável, como anti-referendo dos partidos com maioria. A República Checa vota em 30 de outubro de 2007, para ratificar o tratado através da via parlamentar, e não através de um referendo, o Partido Comunista da Boémia e Morávia, e três deputados rebeldes do Partido Democrata Cívico, decidiram votar a favor de um referendo.
Em Portugal, o primeiro-ministro José Sócrates comprometeu-se a realizar um referendo sobre a Constituição Europeia e enfrenta chamadas para realizar um referendo sobre o Tratado, bem como, no entanto, todos os partidos, à excepção do Bloco de Esquerda, estão hesitantes em fazê-lo, temendo um knock-on, causando outros estados para realizar um referendo. Sócrates, evitando ao mesmo tempo que faz uma declaração clara sobre a questão em 2007, tinha afirmado que iria anunciar a sua decisão formal após a assinatura do tratado, em 13 de dezembro de 2007. Ele afirmou, em 9 de janeiro de 2008 para o Parlamento nacional que o tratado seria ratificado sem um referendo. Em 23 de abril de 2008, o Tratado é ratificado por Portugal no Parlamento.
A Hungria foi o primeiro Estado-membro da UE que ratificou o Tratado de Lisboa. A Assembleia Nacional da Hungria (Országgyűlés) ratificou o Tratado em 17 de dezembro de 2007. 325 do total de 386 deputados votaram sim na ratificação do Tratado; 5 votaram contra.
A República da Irlanda, realizou o seu referendo em 12 de junho de 2008, que deu maioria absoluta ao "não", gerando assim uma crise institucional e um possível fim ao Tratado. O presidente da Comissão Europeia, Durão Barroso, pediu aos restantes Estados-membros que ainda não ratificaram, para continuarem com o seu processo de ratificação. O Conselho Europeu reuniu-se no dia 19 de junho de 2008, para discutir uma solução para o Tratado de Lisboa. O Presidente da Comissão Europeia ouviu o primeiro-ministro irlandês, e decidiu-se adiar a discussão para outubro de 2008. Em novo referendo realizado em 2 de outubro de 2009, foi aprovada a emenda à Constituição da Irlanda que permitiu ao país ratificar o Tratado de Lisboa.
O Presidente da República Checa foi o último a ratificar o tratado, em 3 de novembro de 2009, completando assim todos os processos nacionais de ratificação. A deposição dos instrumentos de ratificação junto do governo de Itália, que é o último passo necessário para que o Tratado de Lisboa entre em vigor, foi feito por todos os membros, tendo sido a República Checa a última a entregá-los, em 13 de novembro de 2009. O tratado entrou em vigor no primeiro dia do mês seguinte à deposição do último instrumento de ratificação junto do Governo de Itália, que foi dia 1 de dezembro de 2009.

### Entrada em vigor
O Tratado entrou em vigor numa cerimónia realizada em 1 de dezembro de 2009, nos jardins próximos à Torre de Belém, em Lisboa. Teve início cerca das 19h25 (hora de Portugal), durando cerca de uma hora, onde estiveram presentes várias personalidades da política europeia.
A cerimónia foi pautada por discursos de várias personalidades, sendo elas: o Presidente da Câmara Municipal de Lisboa, António Costa; o Presidente da República Portuguesa, Aníbal Cavaco Silva; o Primeiro-ministro sueco, por ocasião da presidência do Conselho da União Europeia pela Suécia, Fredrik Reinfeldt; o Presidente do Parlamento Europeu, Jerzy Buzek; o Primeiro-ministro espanhol, José Rodríguez Sapatero, por ocasião da presidência do Conselho da União Europeia pela Espanha em janeiro de 2010; o Presidente do Conselho Europeu, Herman Van Rompuy; o Presidente da Comissão Europeia José Durão Barroso; e o Primeiro-ministro português, José Sócrates. Os intervenientes consideraram o Tratado como um novo começo para a Europa, que ficará para a história da construção europeia. Durão Barroso afirmou que o novo Tratado tornará a União Europeia mais democrática, mais aberta e responsável.
Após os discursos, foram desempenhadas quatro músicas por Rodrigo Leão. A cerimónia terminou com um fogo de artifício no rio Tejo.

## Função
Como Tratado Reformador, o Tratado de Lisboa não se destina a ser lido como um texto autónomo. É constituído por uma série de alterações em relação ao Tratado da União Europeia e ao Tratado que instituiu a Comunidade Europeia, sendo este último rebatizado de "Tratado sobre o Funcionamento da União Europeia" no processo. O Tratado da União Europeia que, depois de ter sido alterado pelo Tratado de Lisboa, constituindo uma referência para a Carta dos Direitos Fundamentais da União Europeia, faz com que ele passe a ser um documento juridicamente vinculativo. O Tratado da União Europeia, o Tratado sobre o Funcionamento da União Europeia e a Carta dos Direitos Fundamentais terão valor jurídico igual e combinados, constituindo a base jurídica da União Europeia.
A alteração típica no texto do Tratado de Lisboa é:
| “ | Artigo 7.º é alterado do seguinte modo: (a) ao longo do artigo, as palavras "parecer favorável" são substituídas por "aprovação", a referência à violação "dos princípios enunciados no Artigo 6.º (1)" é substituída por uma referência à violação "dos valores referidos no Artigo 2.º" e os termos "do presente Tratado" são substituídos por "dos Tratados"; | ” |

## Carta dos Direitos Fundamentais
A rejeitada Constituição da UE incorpora a Carta dos Direitos Fundamentais no texto do tratado e foi juridicamente vinculativa. O Reino Unido, como um dos dois países com sistema jurídico de direito comum na UE, tem uma Constituição codificada, que foi ao encontro do que foi juridicamente vinculativo sobre o direito interno. A proposta da Presidência alemã, para haver uma única referência a ele com um único item relativo à alteração dos Tratados, que deve ser mantido juridicamente vinculativo, foi implementado. No entanto, num protocolo anexo, a Polónia e o Reino Unido têm tratamento especial a estas disposições do Tratado. Pelo artigo 6.º do Tratado da União Europeia, a Carta passa a ter o mesmo valor jurídico que o Tratado da União Europeia e o Tratado sobre o Funcionamento da União Europeia.

## Emendas
| - Um Presidente do Conselho Europeu nomeado por um período de 2 anos e meio, substituindo a presidência rotativa. - Apenas um cargo para os Assuntos Exteriores criado pela fusão dos cargos de Comissários das Relações Externas com a de Alto Representante para a PESC. - Carta dos Direitos Fundamentais jurídicamente vinculativa. - Fusão dos pilares num só aumenta a competência da UE para firmar tratados. - Conselho Europeu separado oficialmente desde o Conselho da UE. As reuniões legislativas do Conselho da UE passarão a ser públicas. - Parlamento com mais poderes co-decisão com o Conselho em mais áreas políticas. - Permitir o processo de ampliação eliminando a limitação de 27 Estados-membros estipulada no Tratado de Nice. - Mais votações em dupla maioria em novas áreas políticas no Conselho Europeu e no Conselho da UE, a partir de 2014. - Participação dos Parlamentos nacionais mediante a ampliação do poder que os permite obrigar a Comissão a rever ou revogar a legislação. - Obrigação de Solidariedade mútua se um Estado-membro for alvo de ataques terroristas ou vítima de desastres naturais ou provocados pelo Homem. - Petições de cidadãos que a Comissão terá de examinar, caso sejam firmadas por 1 milhão de cidadãos. - Luta contra as alterações climáticas é explicitamente um objetivo. - Um Promotor Público da UE - Um Serviço de Ação Externa - Cláusula de retirada |

### Cláusulas essenciais
O tratado contém duas cláusulas essenciais:
- uma modifica o tratado da União Europeia (ou tratado da UE - originalmente, tratado de Maastricht);
- outra modifica o tratado que institui a Comunidade Europeia (ou tratado da CE - originalmente, tratado de Roma de 1957).

O tratado da UE conserva o seu nome, e o tratado da CE tornar-se no Tratado sobre o Funcionamento da União Europeia, União que passa a ter personalidade jurídica própria.
O termo «Comunidade» é substituído por «União» e é explícito que os dois tratados constituem a base sobre a qual a União é fundada.
O conceito constitucional que consiste em abranger todos os actuais tratados para os substituir um único texto (Tratado de Roma de 2004 ou Tratado que estabelece uma constituição para a União Europeia) é abandonado. O tratado de reforma institucional introduz, nos tratados actualmente em vigor, as inovações decorrentes dos trabalhos da Conferência Intergovernamental de 2004.

### Banco Central
O Banco Central Europeu torna-se numa instituição oficial.

### Tribunal de Justiça
O Tratado de Lisboa altera o nome do Tribunal de Justiça das Comunidades Europeias, por Tribunal de Justiça da União Europeia.
Um novo processo de "emergência" foi introduzido no sistema de referência preliminar, o que permitirá ao Tribunal agir "com a maior brevidade possível" quando o caso envolve um indivíduo na prisão.
As questões de política externa ficam excluídas da competência do Tribunal, apesar de haver novas competências para fiscalizar a política externa de medidas de sanções. Também têm jurisdição sobre o Espaço de Liberdade, Segurança e Justiça (ELSJ), assuntos relacionados à cooperação penal e policial.

### Tribunal de Primeira Instância
O Tribunal de Primeira Instância muda o seu nome para Tribunal Geral.

### Conselho da União Europeia
O Conselho da União Europeia continua a ser uma plataforma para organizar reuniões entre os ministros de departamentos específicos (por exemplo, ministros dos Negócios Estrangeiros). Procedimentos legislativos, incluindo reuniões de discussão e votações passam a ser realizadas em público (pela televisão).
O Tratado de Lisboa alarga a utilização do voto por maioria qualificada (VMQ), pelo processo de votação normal, enquanto que algumas áreas políticas continuam a exigir uma decisão unânime (especialmente na política externa, defesa e tributação). A partir de 2014, entrará formalmente em vigor a dupla maioria (55% dos Estados-Membros, com um mínimo de 15, que abrange 65% da população), apesar da Polónia poder invocar o Tratado de Nice para obter uma minoria de bloqueio. Quando o Conselho não deliberar sob proposta da Comissão, a maioria exigida de todos os membros é aumentada para 72%, enquanto que a população exigida continua a ser a mesma. Para bloquear a legislação, pelo menos 4 países têm de ser contra a proposta.
As regras de votação do Tratado de Nice, inclusive na maioria dos países (50%/67%), o peso dos votos (74%) e da população (62%) permanecem em vigor até 2014. Entre 2014 e 2017, uma transição terá lugar na aplicação da nova maioria qualificada. Também a partir de 2014 uma nova versão do "compromisso de Ioannina" permitirá que pequenas minorias de Estados da UE procuram re-exame das decisões da UE.
Além disso, passam de 36 para 87 as matérias que tem de ser decididas por maioria qualificada.

#### Presidência do Conselho da União Europeia
A Presidência rotativa do Conselho terá um prazo de 18 meses, compartilhada por um trio dos Estados-Membros, a fim de assegurar uma maior continuidade. À exceção do Conselho dos Negócios Estrangeiros, que passa a ser presidido pelo recém-criado cargo de Alto-Representante para a Política Externa e de Segurança.

### Conselho Europeu
O Conselho Europeu de Chefes de Governo ou Chefes de Estado (rei ou presidente), separa-se oficialmente do Conselho da União Europeia (ministros nacionais de áreas específicas de política).

#### Presidente da União Europeia
Com este Tratado, o Conselho Europeu torna-se uma instituição da UE, mas recebe novos poderes. No entanto, cria a figura do Presidente do Conselho Europeu. O cargo atual de Presidente do Conselho Europeu é vagamente definido, com os tratados da União estabelecendo apenas que o Conselho Europeu é presidido pelo Chefe de Governo (ou Estado) do país que exerce a presidência da UE, que gira a cada seis meses. Com a ratificação do Tratado de Lisboa, o novo Presidente do Conselho Europeu passa a ser nomeado por um período de dois anos e meio. É eleito por maioria qualificada entre os membros, e o presidente pode ser removido pelo mesmo procedimento. Ao contrário do presidente da Comissão Europeia, não há a aprovação do Parlamento.
O trabalho do presidente é em grande parte administrativo, cuja missão principal é assegurar a preparação e continuidade dos trabalhos do Conselho e promover o consenso entre os seus membros. No entanto, incorporam a representação externa do Conselho e da União, e responsável por apresentar relatórios ao Parlamento após as reuniões do Conselho e no início e no final do seu mandato.

### Parlamento
| Estado-membro   | 2007 | 2009 | Lisboa |
| --------------- | ---- | ---- | ------ |
| Alemanha        | 99   | 99   | 96     |
| França          | 78   | 72   | 74     |
| Itália          | 78   | 72   | 73     |
| Reino Unido     | 78   | 72   | 73     |
| Espanha         | 54   | 50   | 54     |
| Polónia         | 54   | 50   | 51     |
| Roménia         | 35   | 33   | 33     |
| Países Baixos   | 27   | 25   | 26     |
| Bélgica         | 24   | 22   | 22     |
| Grécia          | 24   | 22   | 22     |
| Hungria         | 24   | 22   | 22     |
| Portugal        | 24   | 22   | 22     |
| República Checa | 24   | 22   | 22     |
| Suécia          | 19   | 18   | 20     |
| Áustria         | 18   | 17   | 19     |
| Bulgária        | 18   | 17   | 18     |
| Dinamarca       | 14   | 13   | 13     |
| Eslováquia      | 14   | 13   | 13     |
| Finlândia       | 14   | 13   | 13     |
| Irlanda         | 13   | 12   | 12     |
| Lituânia        | 13   | 12   | 12     |
| Letónia         | 9    | 8    | 9      |
| Eslovénia       | 7    | 7    | 8      |
| Chipre          | 6    | 6    | 6      |
| Estónia         | 6    | 6    | 6      |
| Luxemburgo      | 6    | 6    | 6      |
| Malta           | 5    | 5    | 6      |
| Total:          | 785  | 736  | 751    |

Nos termos do Tratado de Lisboa, o poder legislativo do Parlamento Europeu é aumentado, alargando a co-decisão com o Conselho a novas áreas políticas. Este procedimento seria o processo legislativo ordinário nos trabalhos do Conselho e do Parlamento.
Nas poucas áreas restantes (agora chamado de "processos legislativos especiais"), o Parlamento tem o direito de autorizar as medidas do Conselho, ou vice-versa, exceto em alguns casos; o antigo procedimento de consulta (em que o Conselho teria de consultar o Parlamento antes da votação sobre uma proposta da Comissão e ter em conta as suas opiniões. Não seria obrigado pela posição do Parlamento, mas apenas a obrigação de consultar. O Parlamento deve ser consultado quando o Conselho se afasta muito da proposta original).
O número de deputados é reduzido para 750, mais o Presidente. Se o tratado entrar em vigor antes de 2009, o número de deputados é reduzido para 736 de forma permanente, em conformidade com o Tratado de Nice. O Tratado de Lisboa reduz também o número máximo de deputados de cada Estado de 99 para 96 (para a Alemanha) e aumenta o número mínimo de 5 para 6 (para a Estónia, Chipre, Luxemburgo e Malta).
O Parlamento também ganha mais poderes sobre o orçamento da UE e toda a sua autoridade se estende como "obrigatória" para cobrir as despesas do orçamento na sua totalidade. Além disso, a Comissão não apresenta um projecto de orçamento ao Conselho, mas apresenta a proposta de orçamento diretamente.

### Os parlamentos nacionais
O Tratado de Lisboa alarga o papel dos parlamentos dos Estados-membros sobre o trabalho e os processos legislativos das instituições e organismos da UE. A nova disposição que estipula os direitos e obrigações dos Parlamentos nacionais na União, nos termos de informação, mecanismos de avaliação, o espaço de liberdade, segurança e justiça, o controlo da subsidiariedade ou a revisão dos Tratados. De acordo com o princípio da subsidiariedade, a UE só deve agir quando é mais eficaz do que uma acção a nível nacional (exceto em áreas da sua competência exclusiva). Nos termos do Tratado, se um terço dos parlamentos nacionais considera que a proposta não está de acordo com este princípio, a Comissão deve rever e pode decidir manter, alterar ou retirar. Se a consideração provir da maioria dos parlamentos nacionais, e ainda assim a Comissão decidir manter a sua proposta, dá-se início a um processo em que a Comissão deve explicar as suas razões, e o Parlamento Europeu e o Conselho decidirão se o processo legislativo pode continuar ou não.

### Comissão Europeia
A Comissão das Comunidades Europeias é oficialmente renomeada por Comissão Europeia.
O Tratado de Lisboa declara que o tamanho da Comissão é reduzido de um por Estado-Membro para um de dois terços dos Estados-Membros a partir de 2014. Isto põe fim ao acordo que existe desde 1957 para ter pelo menos um comissário por Estado-Membro a qualquer momento. No entanto, o Tratado estipula igualmente que o Conselho Europeu pode decidir, por unanimidade, alterar o número. Depois do referendo irlandês, o conselho decidiu, em dezembro de 2008, retornar a um comissário por cada Estado-membro a partir da data de entrada em vigor.
A pessoa que preencher o novo cargo de Alto Representante da UE para a Política Externa e de Segurança, será também, por inerência, um Vice-Presidente da Comissão.

### Política de Defesa e de Segurança

#### Alto Representante
O Conselho alcançou um acordo no que diz respeito ao posto, papel e poderes do representante de Política de Defesa e de Segurança Comum.
Estabelece-se que o chefe da Política Externa tem o nome de Alto Representante da União para os Negócios Estrangeiros e a Política de Segurança e, por inerência, é também vice-presidente da Comissão Europeia. O cargo combina os postos ocupados até então pelo Alto Representante de Política Externa e o Comissário de Relações Externas, que controla o acordado pela Comissão em matéria de cooperação e política externa e o pessoal desta área do executivo comunitário. Além disso, preside ao Conselho de Ministros dos Negócios Estrangeiros da UE.

#### Serviço de Ação Externa
O Alto Representante da União para a Política Externa e de Segurança é responsável por um Serviço de Ação Externa, que também é criado pelo Tratado de Lisboa. Este é, essencialmente, uma espécie de Ministério dos Negócios Estrangeiros ou Corpo Diplomático da União Europeia.

#### Solidariedade mútua
Nos termos do Tratado de Lisboa, os Estados-Membros devem apoiar-se uns aos outros se um Estado-Membro estiver sob um ataque terrorista ou vítima de uma catástrofe natural ou provocada pelo Homem (mas qualquer ação militar conjunta está sujeita às disposições do artigo 3.º do Tratado consolidado da União Europeia, que reconhece os interesses nacionais). Além disso, várias disposições dos tratados têm sido alterados para incluir a solidariedade no fornecimento de energia e as alterações na política energética da UE.

#### Defesa comum
O tratado prevê que a Política Europeia de Segurança e de Defesa permite criar um acordo de defesa comum da UE, se o Conselho Europeu (os líderes) tiverem resolvido, por unanimidade, a fazê-lo, desde que todos os Estados-membros deêm a sua aprovação através dos seus processos constitucionais normais.
Defesa e segurança estarão disponíveis para uma cooperação reforçada.

### Promotor Público Europeu
O Promotor Público Europeu é um cargo proposto, mencionado no Artigo 69E do Tratado de Lisboa:
- O Conselho da União Europeia delibera por unanimidade, após consenso (em oposição à aprovação) do Parlamento Europeu, quando institui o cargo do Promotor Público Europeu.
- Quando o Conselho não puder decidir, por unanimidade, pelo menos 9 Estados-membros podem solicitar que o projecto de regulamento seja submetido ao Conselho Europeu.

Assim, o Tratado prevê a possibilidade de estabelecer um "Promotor Público" para um número limitado de crimes, por solicitação de 9 Estados-membros.
- O Conselho Europeu pode expandir os poderes do Promotor Público para incluir as formas graves de criminalidade transfronteiriça.

### Estatuto jurídico
Nos termos dos tratados existentes, apenas o pilar das Comunidades Europeias tem personalidade jurídica própria. Sob as novas disposições, os três pilares são mesclados numa personalidade jurídica chamada União Europeia. O Tratado da União Europeia após o Tratado de Lisboa prevê que "a União substitui e sucede à Comunidade Europeia." Portanto, é retirada a palavra "Comunidade" dos nomes das instituições da UE (por exemplo, o facto do título de "Comissão Europeia" se tornar oficial, substituindo o nome estipulado pelos tratados anteriores - "Comissão das Comunidades Europeias").
Esta fusão dos pilares, incluindo a Comunidade Europeia, pode completar a formação de várias comunidades e os órgãos dos tratados, o que vem acontecendo desde a década de 1950. A agência de defesa da União da Europa Ocidental (UEO), é também, efetivamente, absorvida pela União Europeia através da Agência Europeia de Defesa, que pode ganhar um papel marcante no quadro do Tratado de Lisboa.

### Determinação dos âmbitos políticos
No Tratado de Lisboa, a distribuição de competências em diversas áreas entre os Estados-Membros da UE estão explicitamente nas seguintes três categorias:
| Competência exclusiva | | Competência partilhada |  | Competência apoiada |
| A UE tem competência exclusiva para formular diretrizes e celebrar acordos internacionais quando está contemplada num ato legislativo da União. | Os Estados-membros não podem exercer competência em áreas onde a União tem. | A União Europeia pode tomar medidas para apoiar, coordenar ou completar a ação dos Estados-membros. |  |                     |
| - A união aduaneira - O estabelecimento de regras de concorrência necessárias ao funcionamento do mercado interno - A política monetária dos Estados-membros cuja moeda seja o euro - A conservação dos recursos biológicos do mar no âmbito da Política Comum das Pescas - A política comercial política | - O mercado interno - A política social para os aspectos definidos no presente Tratado - Economia, coesão social e territorial - A agricultura e pescas, com excepção da conservação dos recursos biológicos marinhos - Ambiente - A protecção dos consumidores - Transportes - Trans-European Networks - Energia - O espaço de liberdade, segurança e justiça - Normas comuns de segurança para a saúde pública, nos aspectos definidos no presente Tratado | - A protecção e a melhoria da saúde humana - Indústria - Cultura - Turismo - Educação, juventude, desporto e formação profissional - A protecção civil (prevenção de desastres) - A cooperação administrativa |  |                     |

### Procedimentos de revisão
O processo de revisão dos tratados é dividido num processo de revisão ordinário e de procedimento simplificado de revisão. No processo normal, o Governo de um Estado-Membro, o Parlamento Europeu ou a Comissão, apresentam propostas de alteração ao Conselho, para apresentação ao Conselho Europeu. Os parlamentos nacionais são igualmente notificados da proposta. O Conselho Europeu, após consulta ao Parlamento Europeu e à Comissão, decide por maioria simples se considerar as alterações. Se aprovada, a Presidência do Conselho Europeu convoca uma Convenção composta por representantes dos Parlamentos nacionais, dos Chefes de Estado ou de Governo dos Estados-Membros, o Parlamento Europeu e a Comissão. No caso de alterações institucionais no domínio monetário, o Banco Central Europeu também será consultado. Depois de analisar as propostas da Convenção, e aprovada por consenso uma recomendação dirigida a uma conferência de representantes dos Governos dos Estados-Membros convocada pelo Presidente do Conselho para determinar, em acordo comum, as alterações aos Tratados. Na sequência das alterações deste, passam pelo processo de ratificação em cada Estado-Membro. O Conselho Europeu pode decidir por maioria simples, após consulta da Comissão e com o consentimento do Parlamento para contornar o processo de Convenções e seguir directamente para a Conferência dos representantes.
No procedimento simplificado das emendas propostas na terceira parte do Tratado sobre o Funcionamento da União Europeia em matéria de política interna e de ação da União declara que estes podem ser submetidos diretamente ao Conselho Europeu. O Conselho Europeu delibera por unanimidade sobre as emendas às disposições, após consulta do Parlamento Europeu e à Comissão, e ao Banco Central Europeu em caso de alterações institucionais no domínio monetário.

### Alargamento e cessação

Estados-membros
Candidatos à adesão
Candidatos potenciais
Possíveis adesões

A proposta, consagrada no Tratado através dos critérios de Copenhaga para uma nova prorrogação, não foi totalmente aceite, pois teme-se que levaria a juízes do Tribunal de Justiça terem a palavra final sobre quem pode aderir à UE, em vez de líderes políticos.
O tratado introduz uma cláusula de saída para os membros que desejam retirar-se da União Europeia. Esta formaliza o processo, afirmando que um Estado-membro deve informar o Conselho Europeu antes de encerrar a sua participação. Embora tenha havido um caso em que um território deixa de fazer parte da Comunidade (Gronelândia, em 1985), não há atualmente nenhuma lei de oportunidade para sair da União Europeia.
Nas novas disposições do Tratado de Lisboa, o estatuto dos territórios ultramarinos (franceses, holandeses e dinamarqueses) podem mudar mais facilmente, sem a necessidade de uma completa revisão dos Tratados. Em vez disso, o Conselho Europeu pode, por iniciativa do Estado-membro em causa, alterar o status de um país ou território ultramarino para uma região ultraperiférica (OMR) ou vice-versa. Esta disposição foi incluída na proposta dos Países Baixos, que está a encontrar um futuro para as Antilhas Holandesas e Aruba na União Europeia, como parte de um processo de reforma institucional em curso nas Índias Ocidentais Holandesas.

### As alterações climáticas
O Tratado de Lisboa, de forma explícita, acrescenta que a luta contra as alterações climáticas e o aquecimento global são os objetivos da União Europeia.

## Opt-outs
Reino Unido e Polónia

A Carta dos Direitos Fundamentais da União Europeia não pode ser totalmente implementada pelo Tribunal Europeu de Justiça no Reino Unido e Polónia, ainda que sejam vinculadas as instituições da UE e se apliquem à área do direito da UE:
| “ | "Artigo 1.º 1. A Carta não alarga a competência do Tribunal de Justiça da União Europeia ou em qualquer tribunal da Polónia ou do Reino Unido por achar que a legislação, regulamentar ou administrativa, prática ou ação da Polónia ou do Reino Unido são incompatíveis com os direitos, liberdades e princípios fundamentais que nela são reafirmados. 2. Em particular, a fim de não deixar dúvidas, nada no Título IV da Carta cria direitos que podem ser defendidos perante os tribunais da Polónia ou do Reino Unido, excepto na medida em que a Polónia ou o Reino Unido tenham previsto tais direitos na sua legislação nacional. Artigo 2.º Na medida em que uma disposição da Carta faça referência a leis e práticas nacionais só são aplicáveis à Polónia ou do Reino Unido na medida em que os direitos e princípios nela consagrados são reconhecidos na lei ou na prática da Polónia ou do Reino Unido. | ” |
|   | — Tratado Reformador - Protocolo (n.º 7). |   |

Da Irlanda e do Reino Unido
A Irlanda e o Reino Unido optaram por opções de excepção em relação a asilo, vistos e imigração. O Tratado confere direito de excepção em matéria de justiça e assuntos internos.
O tratado irá fornecer aos países a opção de optar por determinadas políticas da UE no domínio da polícia e do direito penal. As disposições do Tratado no âmbito do projecto de cúpula em junho de 2007, declarou que a divisão do poder entre os Estados-membros e a União Europeia é um processo em dois sentidos.